# Tjalling C. Koopmans

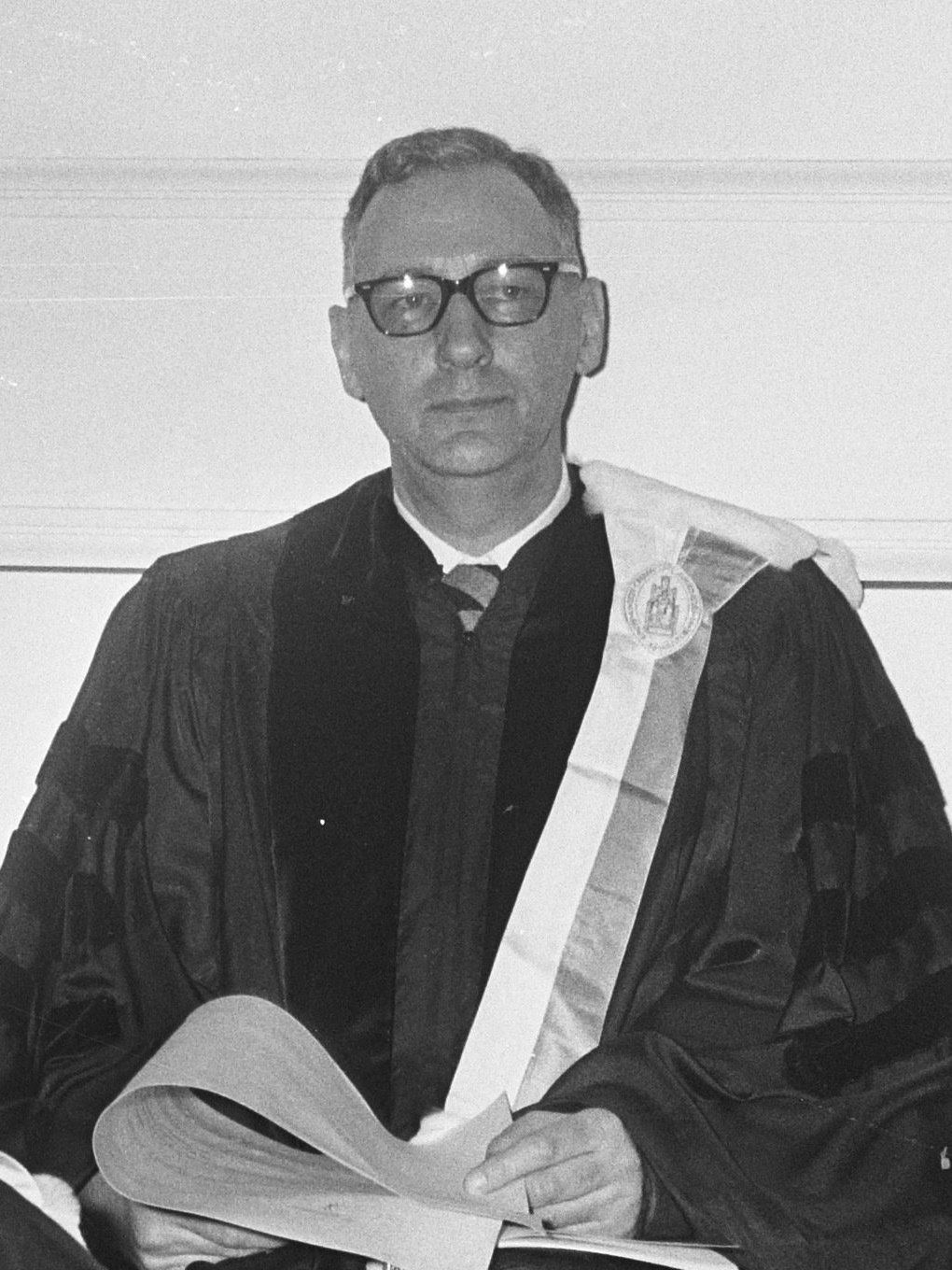
Koopmans (1967)

Tjalling Charles Koopmans (* 28. August 1910 in 's-Graveland, heute zu Wijdemeren; † 26. Februar 1985 in New Haven, Connecticut) war ein amerikanischer Ökonom und Physiker niederländischer Abstammung. Im Jahr 1975 erhielt er zusammen mit Leonid Witaljewitsch Kantorowitsch den Preis für Wirtschaftswissenschaften der schwedischen Reichsbank im Gedenken an Alfred Nobel für ihren Beitrag zur Theorie der optimalen Ressourcen-Verwendung.

## Herkunft und Ausbildung
Koopmans war der Sohn eines Lehrer-Ehepaars und ging in Hilversum zur Schule. Von 1927 bis 1932 studierte er Mathematik und Physik an der Universität Utrecht. Während des Studiums begann er sich für Ökonomie zu interessieren und studierte bei Jan Tinbergen in Amsterdam und Ragnar Frisch in Oslo. 1936 wurde er an der Universität Leiden mit der Arbeit Lineare Regressionsanalyse in der Ökonomie promoviert.

## Beruflicher Werdegang
Ab 1936 war er einige Jahre Kollege von seinem vormaligen Lehrer Jan Tinbergen an der Niederländischen Wirtschaftsschule in Rotterdam und danach ebenfalls mit Tinbergen beim Völkerbund in Genf, wo er an der Modellierung von Wirtschaftszyklen arbeitete.
Nach der Besetzung Frankreichs und der Niederlande durch die Wehrmacht ging er in die USA ins Exil. Er forschte in Princeton (1940/41), war dann bei der Mutual Life Insurance Company in Philadelphia und bei der britischen Handelsschiff-Mission in Washington, D.C., wo er an der Optimierung der Schifffahrtsrouten zwischen den USA und England arbeitete. Seine Ergebnisse veröffentlichte er in einem Aufsatz 1942 (Exchange ratio between cargos on different routes, zuerst veröffentlicht 1970), der  die Aktivitätsanalyse in der Produktionstheorie begründete. Seine Arbeiten aus dieser Zeit machten ihn auch neben Kantorowitsch und George Dantzig zu einem der Pioniere der Linearen Programmierung. 1944 trat er der Cowles Commission for Research in Economics an der Universität Chicago bei und 1955 ging er an die Yale University, wo er Alfred Cowles Professor of Economics wurde und 1980 in den Ruhestand ging.
Mit seinem 1963 erschienenen Artikel On the concept of optimal economic growth trug Koopmans wesentlich zur Schaffung des Ramsey–Cass–Koopmans Modells bei. Dieses Modell ist eines der wichtigsten neoklassischen Modelle der Wachstumstheorie und der modernen Makroökonomie.
Seit 1950 war Koopmans korrespondierendes Mitglied der Königlich Niederländischen Akademie der Wissenschaften.
Er war Mitglied der National Academy of Sciences und der American Academy of Arts and Sciences (1960). Im Jahr 1978 stand Koopmans der American Economic Association als Präsident vor, nachdem der ursprünglich gewählte Jacob Marschak vor Amtsantritt verstarb. 1962 hielt er zusammen mit Richard Williamson einen Vortrag auf dem Internationalen Mathematikerkongress in Stockholm mit dem Titel Utility and time: an axiomatic discussion.
Er war seit 1936 mit der Wirtschaftswissenschaftlerin Truus Wanningen verheiratet, mit der er zwei Töchter und einen Sohn hatte. 1946 nahm er die US-Staatsbürgerschaft an.

## Preise und Ehrungen
Nach Koopmans ist der Tjalling-C.-Koopmans-Preis des Ökonometrie-Journals Econometric Theory benannt.